# Baranoa
Baranoa ist eine Gemeinde (municipio) im Departamento Atlántico im Norden von Kolumbien.

## Geographie
Baranoa liegt im Zentrum von Atlántico, 22 km südlich von Barranquilla und hat eine Durchschnittstemperatur von 27 °C. Die Gemeinde stellt eine Verbindung her zwischen der Metropolregion Barranquilla und der landwirtschaftlich genutzten Zone des Departamentos. An die Gemeinde grenzen im Norden Galapa und Turbará, im Süden Sabanalarga, im Osten Malambo und Polonuevo und im Westen Juan de Acosta und Usiacurí.

## Bevölkerung
Die Gemeinde Baranoa hat 69.075 Einwohner, von denen 57.504 im städtischen Teil (cabecera municipal) der Gemeinde leben (Stand: 2022).

## Geschichte
Bereits vor der Ankunft der Spanier existierte eine indigene Siedlung an der Stelle des heutigen Baranoa. Das Gebiet wurde 1533 von Pedro de Heredia erobert. Zehn Jahre später wurde der Ort von Spaniern besiedelt, in das Encomienda-System eingegliedert und Santa Ana de Baranoa en la Costa Caribe genannt, wobei Baranoa der Name einer regionalen Baumart war und als einziger Bestandteil des ursprünglichen Namens übrig blieb. Die in Baranoa lebenden indigenen Familien wurden 1745 vom spanischen Vizekönig Sebastián Eslava nach Galapa umgesiedelt. Seit 1800 hatte Baranoa den Status einer Kirchengemeinde und seit 1856 den Status einer Gemeinde im heutigen Sinne. Der Ort litt unter den Bürgerkriegen des 19. Jahrhunderts und während eines Kampfes zwischen liberalen und konservativen Truppen brannte 1895 ein großer Teil von Baranoa ab.

## Wirtschaft
Die wichtigsten Wirtschaftszweige in Baranoa sind die Landwirtschaft, insbesondere der Anbau von Maniok, Mais, Straucherbse, Wassermelone und Pflaumen, sowie Rinder- und Geflügelproduktion.